# Ветровое
Ветровое (укр. Вітрове, до 2016 г. — Куйбышево) — село в Дарьевской сельской общине Херсонского района Херсонской области Украины.
Почтовый индекс — 74321. Телефонный код — 5546. Код КОАТУУ — 6520682405.

## Население
Население по переписи 2001 года составляло 170 человек.

### Языковой состав
Родной язык населения по данным переписи 2001 года:
| Язык       | Численность, чел. | Доля     |
| ---------- | ----------------- | -------- |
| Украинский | 162               | 95,29 %  |
| Русский    | 7                 | 4,12 %   |
| Другое     | 1                 | 0,59 %   |
| Итого      | 170               | 100,00 % |

## История
В 1946 году указом ПВС УССР населённый пункт Участок Четырнадцатый переименован в село Куйбышево.